# Jorge de Trebizonda
Jorge de Trebizonda (em latim Trapezuntius) (Creta, 4 de abril de 1395 - Roma, 1486) foi um filósofo e humanista bizantino, um dos pioneiros do Renascimento italiano.

## Vida
Sua família procedia da colônia grega de Trebizonda. Não há segurança do momento em que chegou a Itália. Segundo algumas fontes, Francesco Barbaro fê-lo vir para Veneza por volta de 1430 como secretário; segundo outras, chegou para participar no Concílio de Florença de 1438-39.
Estudou latim com Vittorino da Feltre, e três anos depois já ensinava Literatura latina e Retórica. Foi um reputado professor —entre os seus discípulos figura o grande humanista espanhol Alfonso de Palencia— e tradutor de Aristóteles, até o ponto de o papa Nicolau V, grande admirador do estagirita, tomá-lo ao seu serviço como secretário pessoal.
Jorge de Trebizonda, por outro lado, foi detrator de Platão no seu libelo  Comparatio Aristotelis Platonis , o que lhe valeu uma inspirada réplica de Basílio Bessarion. A onda de indignação levantada contra ele pelo seu Comparatio... pôde tê-lo obrigado a fugir para a Itália buscando a proteção de Afonso V de Aragão, quem o acolheu na sua corte de Nápoles.
Pronto chegou a Roma, onde publicou em 1471 uma gramática latina que se fez célebre. Tratava-se de uma versão modernizada do manual clássico do gramático latino Prisciano. Por outro lado, um tratado anterior a respeito dos princípios da retórica gregos granjeou-lhe certa notabilidade, até mesmo por parte dos seus antigos detratores, que reconheceram a sua qualidade. Apesar da sua fama, faleceu na pobreza, em Roma, em 1486.

## Obras
Obras originais
- 1. Πρὸς τὸν ῾υψηλότατον καὶ Δειώτατον Βασιλέα Ῥωμαίων Ἰωάννην τὸν Παλαιολόγον, Epistola ad excelsissimum sacratissimumque Regem Romanorum Joannem Palaeologum.
- 2. Πρὸς Ἰωάννην τὸν Κουβοκλήσιον περὶ τῆς ᾿εκπορεύσεως τοῦ Ἁγίου Πνεύματος, Ad Joannem Cuboclesium de Processione Spiritus Sancti.
- 3. Περὶ τῆς ᾿εκπορεύσεως τοῦ Ἁγίου Πνεύματος, καὶ περὶ τῆς μιᾶς ἁγίας καθολικῆς Ἐκκλησίας, τοῖς ἐν Κρήτῃ Δείοις ἀνδράσι ἱερομονάχοις τε καὶ ἱερεῦσι, De Processione Spiritus Sancti, et de Una Sancta Catholica Ecclesia, Divinis Hominibus, qui in Creta Insula sunt, Hieromonachis et Sacerdotibus.Uma página do livro X dos Comentários acerca do Almagesto, por Jorge de Trebizonda. O diagrama da esquerda é o modelo da órbita do planeta Mercúrio, à direita alguns dados sobre este planeta e o princípio do párrafo sobre o planeta Vênus.
- 4. Rhetorica, Libri V

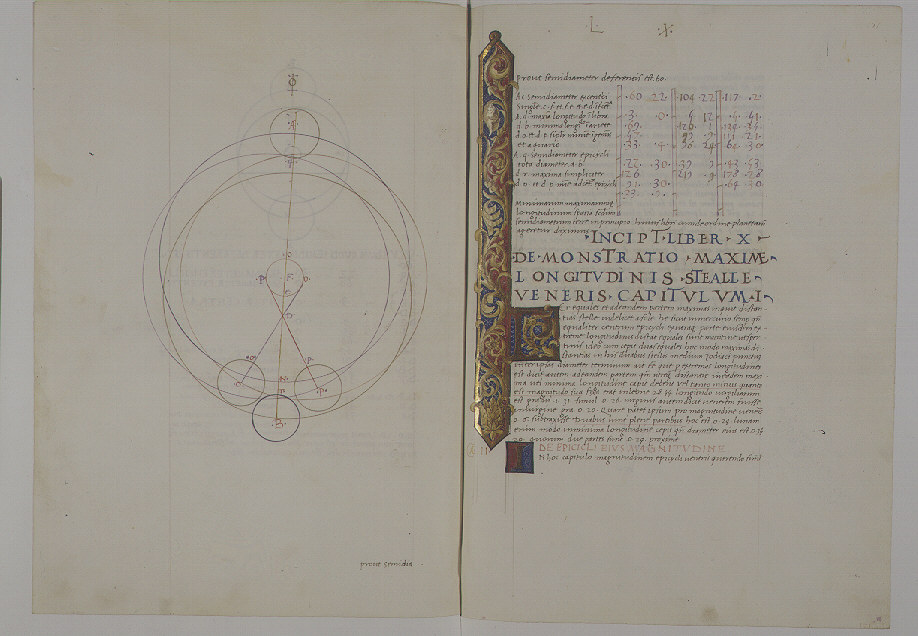
Uma página do livro X dos Comentários acerca do Almagesto, por Jorge de Trebizonda. O diagrama da esquerda é o modelo da órbita do planeta Mercúrio, à direita alguns dados sobre este planeta e o princípio do párrafo sobre o planeta Vênus.

- 5. De Octo Partibus Orationis ex Prisciano Compendium, (também De Octo Partibus Orationis Compendium)
- 6. De Artificio Ciceronianae Orationis pro Q. Ligario
- 7. Commentarius in Philippica Ciceronis
- 8. Dialectica,
- 9. Comparaitiones Philosophorum Platonis et Aristotelis
- 10. De Antisciis in quorum Rationem Fata sua rejicit
- 11. Cur Astrologorum Judicia plerumque falluntur
- 12. Expositio in illud "Si eum volo manere donec veniam"
- 13. In Claudii Ptolemaei Centum Sententias (ou Centiloquium Commentarius)
- 14. Acta Beati Andreue Chii

Traduções
- 15. Eusebius Pamphili de Praeparatione Evangelica a Georgio Trapezuntio traductus,
- 16. Joannes Chrysostomus super Matthaeum,
- 17. Rhetoricorum Aristotelis ad Theodecion Libri Tres.
- 18. Opus insigne Beati Patris Cyrilli Patriarchae Alexandriae in Evangelium Joannis,
- 19. Joannis Chrysostomi de Laudibus et Excellentia Sancti Pauli Homiliae quatuor per Georq. Trapezuntium e Graeco traductae
- 20. Praeclarum Opus Cyrilli Alex. qui Thesaurus nuncupatur,
- 21. Almagesti Ptolemaei Libri XIII
- 22. Scti Gregorii Nysseni De Vitae Perfection, sive Vita Moysis
- 23. Scti Basilii Mayni adversus Apologiam Eunomii Antirrheticus, Libri V.
- 24. Historia Sanctorum Barlaam et Josaphal

Traduziu, mas não publicou, algumas obras de Aristóteles (Problemata, Physica, De Anima, De Animalibus, De Generatione Corruptione) e de Platão (De Legibus e Parmenides).